# Dave Derewlany
Dave Derewlany est un scénariste, réalisateur, producteur, monteur, directeur de la photographie et acteur canadien né le 16 mars 1978 à London (Canada).

## Filmographie

### comme scénariste
- 2002 : Heatscore
- 2004 : Cream of Comedy (TV)
- 2005 : The Racist Brick
- 2005 : The Wrong Number
- 2006 : True Love

### comme réalisateur
- 2002 : Heatscore
- 2005 : The Racist Brick
- 2005 : The Wrong Number
- 2006 : True Love

### comme producteur
- 2005 : The Racist Brick
- 2005 : The Wrong Number

### comme monteur
- 2005 : The Racist Brick
- 2005 : The Wrong Number

### comme directeur de la photographie
- 2005 : The Racist Brick

### comme acteur
- 2004 : Cream of Comedy (TV) : Nominee